# Feredoksin—NAD+ reduktaza
Feredoksin—+ reduktaza (EC 1.18.1.3, feredoksin-nikotinamid adenin dinukleotidna reduktaza, feredoksinska reduktaza (nespecifična), NAD+-feredoksinska reduktaza, -feredoksinska oksidoreduktaza, reduktaza, redukovani nikotinamid adenin dinukleotid-feredoksin, feredoksin-+ reduktaza, -feredoksinska reduktaza, 2-feredoksinska oksidoreduktaza, NADH flavodoksinska oksidoreduktaza, -feredoksin  reduktaza, feredoksin-vezana NAD+ reduktaza, -feredoksinska TOL reduktaza, feredoksin  reduktaza) je enzim sa sistematskim imenom feredoksin:NAD+ oksidoreduktaza. Ovaj enzim katalizuje sledeću hemijsku reakciju
(1) 2 redukovani [2] feredoksin + + + + {\displaystyle \rightleftharpoons } 2 oksidovani [2] feredoksin + 
(2) redukovani 2[4] feredoksin + + + + {\displaystyle \rightleftharpoons } oksidovani 2[4] feredoksin + 
Ovaj enzim sadrži FAD.

## Literatura
- Nicholas C. Price; Lewis Stevens (1999). Fundamentals of Enzymology: The Cell and Molecular Biology of Catalytic Proteins (Third изд.). USA: Oxford University Press. ISBN 019850229X.
- Eric J. Toone (2006). Advances in Enzymology and Related Areas of Molecular Biology, Protein Evolution (Volume 75 изд.). Wiley-Interscience. ISBN 0471205036.
- Branden C; Tooze J. Introduction to Protein Structure. New York, NY: Garland Publishing. ISBN 0-8153-2305-0.
- Irwin H. Segel. Enzyme Kinetics: Behavior and Analysis of Rapid Equilibrium and Steady-State Enzyme Systems (Book 44 изд.). Wiley Classics Library. ISBN 0471303097.

## Spoljašnje veze
- Ferredoxin---NAD++reductase на 